# 데이비드 헤스

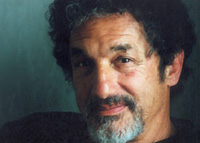

데이비드 알렉산더 헤스(David Alexander Hess, 1936년 9월 19일 ~ 2011년 10월 7일)는 미국의 배우, 가수, 작곡가, 감독이다. 1970년대, 1980년대 다편의 영화에서 사람 죽이는 악역과 성질 거친 역을 연기한 것으로 유명하다.
사실 1950년대만 해도 원래 작곡가로 일하던 인물로서, 엘비스 프레슬리나 팻 분의 작들을 공동 작곡한 바 있다. 그러다가 주목을 받게 된 것은 초연(初演)한 호러 장편영화 《왼편 마지막 집》에서 연기한 크러그 스틸로의 덕이었다. 이후 둘 다 이탈리아산인 1977년 영화 《히치하이크》, 1980년 영화 《공원 가에 있는 집》에서 냉철한 역을 맡아 분하게 되었으며, 1982년 《스왐프 싱》에서 조역을 맡게 되었다. 1980년 영화 《모두들 잘 자라》로 영화감독 데뷔했다.
말년에는 캘리포니아 영화 협회에 가입하여 동 기관의 청소년 대상 프로그램에서 즉흥연기를 가르쳤다. 2011년 10월 7일, 캘리포니아주 티뷰론에서 심장마비로 사망했다.